# Eugen Märchy
Eugen Märchy (* 8. Juni 1876 in Arth, Kanton Schwyz; † 2. Dezember 1944 in Baden, Kanton Aargau, heimatberechtigt in Baden und Steinerberg) war ein Schweizer Zeichenlehrer und Maler.

## Leben und Werk
Märchy war der Sohn des aus Schwyz stammenden Badener Bezirkslehrers Peter und liess sich an der Kunstgewerbeschule Zürich zum Zeichenlehrer und Dekorationsmaler ausbilden. Anschliessend studierte er 1895 während zehn Monaten an der École des Beaux-Arts und der École nationale supérieure des beaux-arts de Paris in Paris, er mit drei ersten silbernen und einer bronzenen Medaille ausgezeichnet wurde. Märchy malte vorzugsweise Landschaftsbilder und Stillleben in Aquarell, beherrschte aber auch die Öl- und Temperamalerei sowie die Pastelltechnik.
Wieder in der Schweiz, arbeitete Märchy drei Jahre bei der Malerfirma Schmid & Söhne in Zürich und wirkte bei der dekorativen Ausgestaltung des damals im Bau befindlichen Schweizerischen Landesmuseums mit. Anschliessend arbeitete Märchy für je ein Jahr in München und in Berlin.
Um die Jahrhundertwende liess sich Märchy als Malermeister in Baden nieder und war ab 1902 an der Bezirksschule Baden und am Lehrerseminar Wettingen für den erkrankten Zeichenlehrer Hans Hasler tätig. Als dieser starb, wurde Märchy sein Nachfolger. Zu seinen Schülern zählten u. a. Walter Huser, Eduard Spörri und Heiny Widmer (1927–1984).
Gleichzeitig wurde Märchy Rektor an der Handwerksschule, der späteren Gewerblichen Berufsschule, an der er bis zu seiner Pensionierung 1944, kurz vor seinem Tod, tätig war. Märchy war ein Gründungsmitglied der «Gesellschaft Schweizerischer Zeichenlehrer» und wirkte als langjähriges Mitglied in der Kommission des Städtischen Museums Baden mit. Den Nachlass von Joseph Nieriker betreute Märchy bis zu seinem Tod.
Märchy war in erster Ehe mit Frieda, geborene Müller, verheiratet. Zusammen hatten sie einen Sohn. Mit seiner zweiten Frau Ida, geborene Walz, hatte er einen Sohn, der jung starb, und eine Tochter. Märchy ist der Grossvater von Zeichenlehrerin und Malerin Helene Basler-Märchy (* 1938).